# Maria Dyrdał-Kiełbasa
Maria Dyrdał-Kiełbasa (ur. 23 marca 1907) – polska „Sprawiedliwa wśród Narodów Świata”.

## Życiorys
W trakcie II wojny światowej mieszkała w Koczonowie i zaangażowała się w pomoc Żydom. Była bezdzietną kobietą, toteż bez wahania uratowała Eleonorę Lindenberg - dziewczynkę urodzoną w getcie lwowskim w 1941 r. Zgodziła się na jej adopcję, mimo że dotychczasowi rodzice zastępczy (dziewczynka trafiła do polskiej rodziny po wywiezieniu wcześniej z getta) żądali dużej opłaty. W obawie przed podejrzeniami sąsiadów Dyrdał-Kiełbasa opuściła miasto i zaczęła tułać się z dzieckiem w wózku od wsi do wsi, utrzymując się ze sprzedaży bibelotów i przemytu żywności. W czasie swojej koczowniczej egzystencji, która trwała aż do lata 1944 r., Dyrdał-Kiełbasa była często narażona na niebezpieczeństwa. Ze stoickim spokojem przeciwstawiając się groźbom szantażystów i donosicieli, Dyrdal-Kielbasa opiekowała się małą Eleonorą z prawdziwym matczynym oddaniem. Dyrdał-Kiełbasa, gorliwa katoliczka, ryzykując życie dla adoptowanego dziecka, kierowała się pobudkami moralnymi i religijnymi. Po wojnie poinformowała Eleonorę, że jest Żydówką, pomimo bólu, jaki jej to sprawiało, i przekazała ją instytucjom żydowskim, które zorganizowały jej emigrację do Izraela. Mimo że przebywali w różnych krajach, Dyrdał-Kiełbasa utrzymywała bliskie kontakty z Eleonorą (później Elishevą Patt), która w dalszym ciągu zwracała się do niej „mamusiu”, a w 1958 r. spędziła osiem miesięcy z adoptowaną córką w Izraelu.   
Maria Dyrdał-Kiełbasa po wojnie zamieszkała w Tarnowie.  

Jak sama wspominała w powojennych relacjachː  
"W początkowym okresie okupacji hitlerowskiej przebywałam w powiecie miechowskim. Mieszkałam w Koczonowie. Pomagałam tam w dostawach broni i żywności licznym oddziałom „leśnych chłopców”. Dużo jeździłam po terenach południowej Polski. W roku 1942, będąc w Bochni u mojej znajomej H. Wnękowskiej (handlowałam z nią tytoniem), zabrałam od niej żydowskie dziecko — dziewczynkę. Dziecko miało około 8 miesięcy i, jak mi powiedziano, miało na imię Eleonorka. Dowiedziałam się też, że matka Luni nazywała się Lindenberg, pochodziła z Borysławia i została zamordowana przez hitlerowców w getcie tarnowskim, skąd też zabrano dziecko. Ojciec Luni miał prawdopodobnie po wkroczeniu hitlerowców do Tarnowa uciec do ZSRR — czyniłam poszukiwania, ale bez pozytywnych rezultatów. Dziecko wychowywałam, narażając własne życie... Później adoptowałam je jako własne, by uchronić od zamordowania przez hitlerowców. Chcąc przedstawić wszystkie przygody i chwile zgrozy jakie przeszłam przez cały ten okres wojny, musiałabym podyktować dużą książkę...Tak też przetrwaliśmy z Lunią tragedię okupacji. W roku 1957 moją przybraną córkę zgłosiłam w ambasadzie Izraela w Warszawie. W niedługi czas potem Lunia wyjechała do Izraela".  
18 października 1966 r. Instytut Jad Waszem uhonorował Marię Dyrdał-Kiełbasę medalem „Sprawiedliwy wśród Narodów Świata”.